# Brice Feillu
Brice Feillu (Châteaudun, Eure y Loir, 26 de julio de 1985) es un ciclista francés que fue profesional entre 2009 y 2019. Es hermano menor del que también fuera ciclista profesional Romain Feillu.
Debutó como profesional en la temporada 2009, en las filas del equipo Agritubel tras haber sido stagiaire el año anterior. En 2009 participó por primera vez en el Tour de Francia, donde venció en una etapa con final en el puerto de categoría especial Ordino-Arcalís, en Andorra.
Se escapó junto con nueve corredores pero en las rampas finales fue el más fuerte, llegando en solitario, superando a ciclistas como Christophe Kern, Egoi Martínez o Rinaldo Nocentini, quien se vistió de líder al finalizar esa etapa. Además, Feillu se vistió con el maillot de la montaña después de la finalización de dicha etapa.
En septiembre de 2019 anunció su retirada como ciclista profesional al término de la temporada.

## Palmarés
2008
- 1 etapa del Tour de Alsacia

2009
- 1 etapa del Tour de Francia

## Resultados en Grandes Vueltas
| Carrera | Carrera         | 2009 | 2010 | 2011 | 2012 | 2013  | 2014 | 2015 | 2016 | 2017 | 2018 | 2019 |
| ------- | --------------- | ---- | ---- | ---- | ---- | ----- | ---- | ---- | ---- | ---- | ---- | ---- |
|         | Giro de Italia  | —    | —    | Ab.  | —    | —     | —    | —    | —    | —    | —    | —    |
|         | Tour de Francia | 25.º | —    | —    | 91.º | 104.º | 16.º | 98.º | 70.º | 16.º | —    | —    |
|         | Vuelta a España | —    | —    | —    | —    | —     | —    | —    | —    | —    | —    | —    |

—: no participa

Ab.: abandono

## Equipos
- Agritubel (2008[3] -2009)
- Vacansoleil (2010)
- Leopard Trek (2011)
- Sojasun (2012-2013)
  - Saur-Sojasun (2012)
  - Sojasun (2013)
- Bretagne/Fortuneo/Arkéa (2014-10.2019)
  - Bretagne-Séché Environnement (2014-2015)
  - Fortuneo-Vital Concept (2016-2017)
  - Fortuneo-Oscaro (2017)
  - Fortuneo-Samsic (2018)
  - Arkéa Samsic (2019)[4]